# Lexus NX
Lexus NX – samochód osobowy typu SUV klasy średniej produkowany pod japońską marką Lexus od 2014 roku. Od 2021 roku produkowana jest druga generacja modelu. W 2024 roku NX był najchętniej kupowanym modelem Lexusa w Polsce – na drogi wyjechało 5728 egzemplarzy.

## Pierwsza generacja
Auto bazuje na prototypie LF-NX zaprezentowanym podczas targów motoryzacyjnych we Frankfurcie we wrześniu 2013 roku.

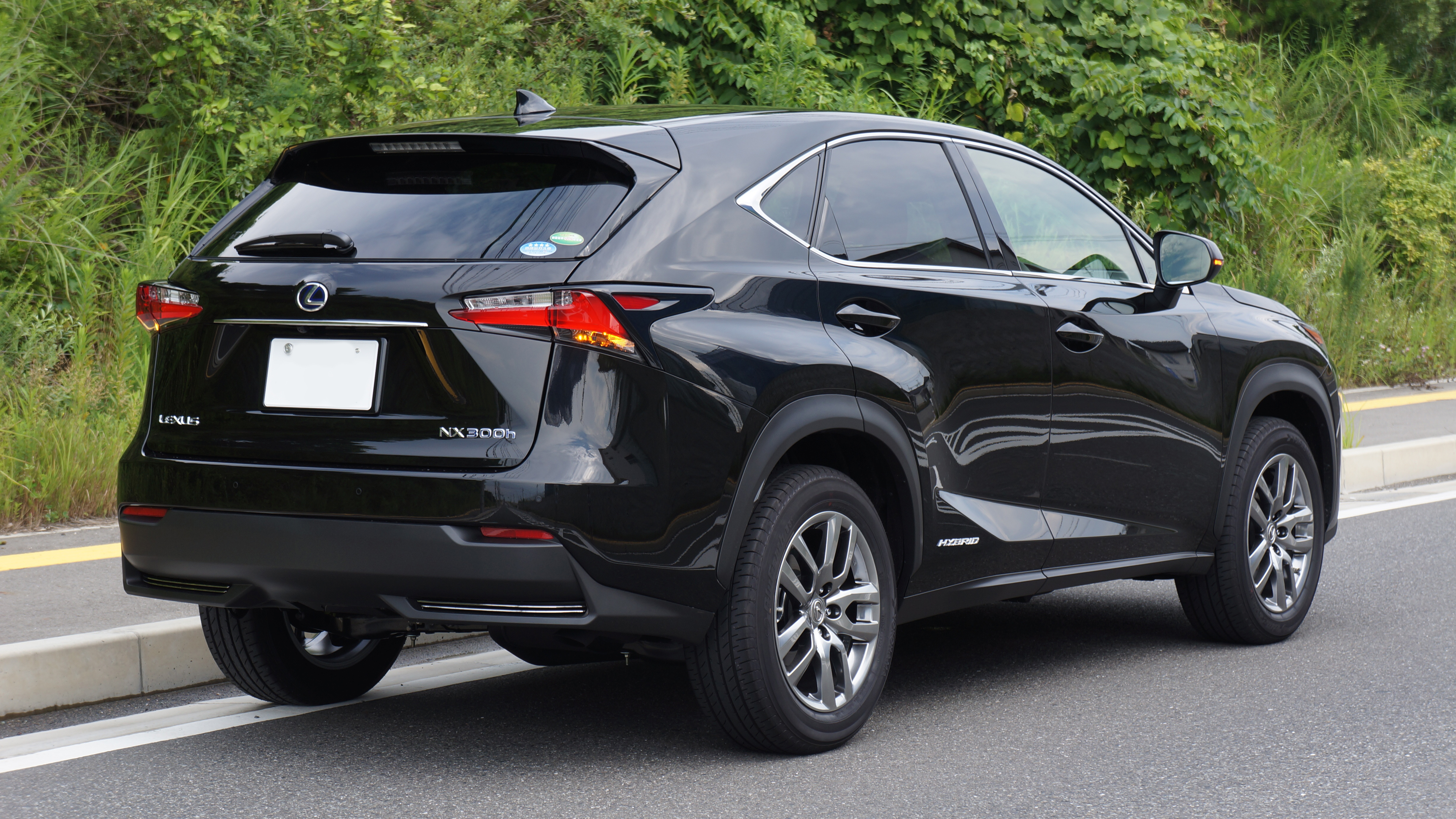
2014 Lexus NX 300h – tył

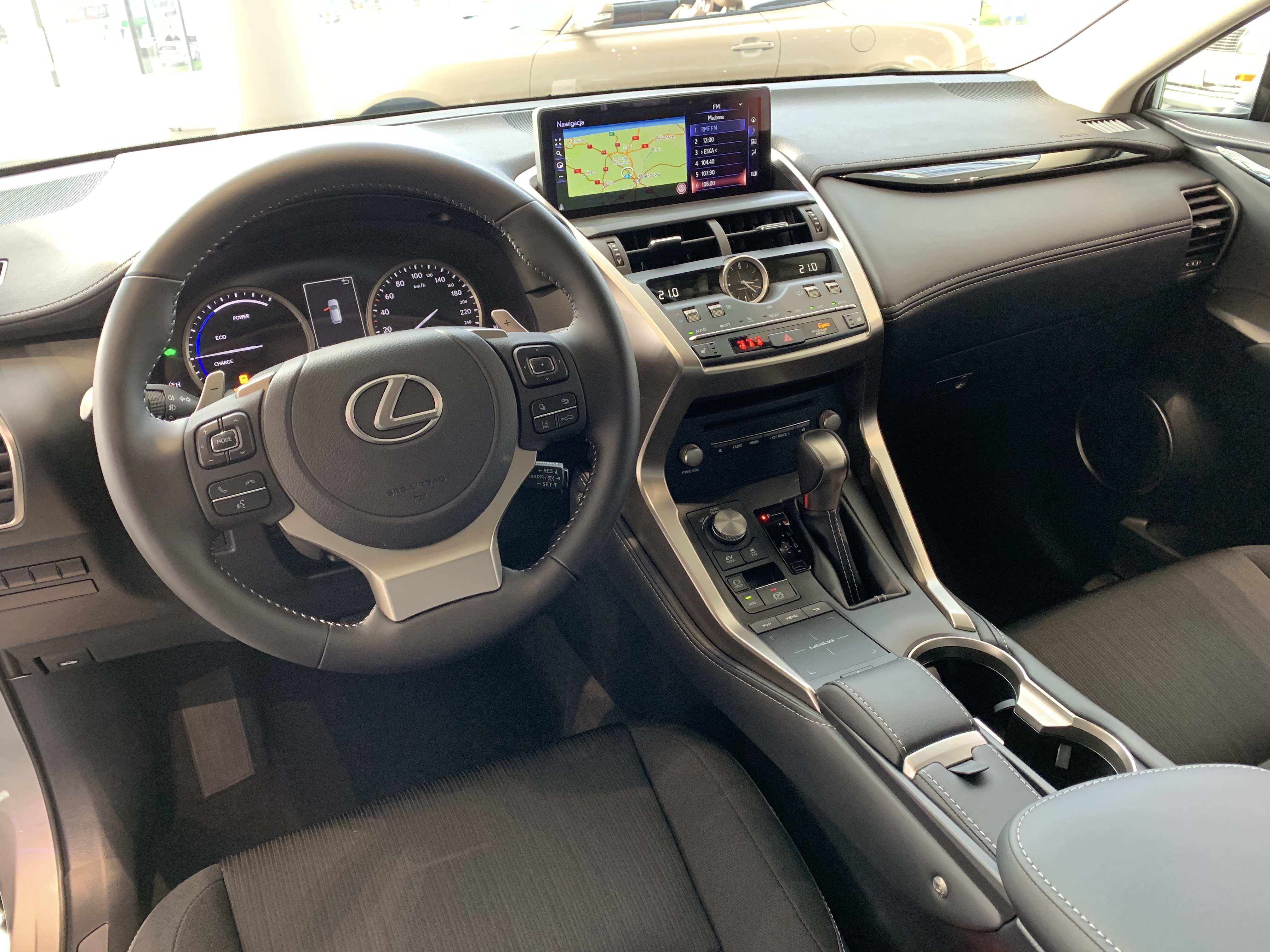
Lexus NX 300h – deska rozdzielcza

Stylistycznie pojazd nawiązuje wyglądem do obecnie produkowanych modeli marki. Posiada charakterystyczną dla marki atrapę chłodnicy oraz światła do jazdy dziennej wykonane w technologii LED umieszczone pod lampami głównymi w kształcie położonej litery „L”.
Sprzedany w kwietniu 2016 roku we Włoszech Lexus NX 300h był milionowym samochodem o napędzie hybrydowym, dostarczonym przez firmę Lexus.
W październiku 2016 r. na paryskim salonie samochodowym zaprezentowano wersję NX Sport, wyróżniającą się stylizacją podkreślającą dynamiczny charakter samochodu.
Na wystawie Auto Shanghai 2017 przedstawiono odświeżoną wersję modelu. Oprócz kosmetycznych zmian nadwozia przeprojektowano reflektory, by umożliwić instalację adaptacyjnych świateł drogowych (AHS), poprawiono ergonomię wyposażenia wnętrza, udoskonalono zawieszenie wprowadzając nową wersję systemu AVS, wprowadzono kierunkowskazy sekwencyjne i udostępniono elektryczny mechanizm otwierania i zamykania pokrywy bagażnika, uruchamiany przez przesunięcie stopy pod tylnym zderzakiem. Pakiet bezpieczeństwa Lexus Safety System + stał się wyposażeniem standardowym. Europejska premiera tej wersji miała miejsce na targach we Frankfurcie we wrześniu 2017 r.

### Sprzedaż
W 2015 roku NX był najchętniej kupowanym modelem Lexusa w Polsce, oraz trzecim po Volvo XC60 oraz Audi Q5 co do popularności SUV-em klasy premium na naszym rynku. Ze sprzedażą wynoszącą 17 504 egzemplarzy w 2022 roku, NX jest najczęściej wybieranym autem Lexusa w Europie. Produkcja pierwszej generacji NX została zakończona w lipcu 2021, a sprzedaż w polskich salonach została zakończona we wrześniu 2021.

### Silniki
Lexus NX 200t był pierwszym samochodem marki, wyposażonym w silnik z turbodoładowaniem. Czterocylindrowa, rzędowa jednostka 2.0 jest silnikiem o zmiennym cyklu pracy – podczas jazdy szosowej działa w oszczędnym cyklu Atkinsona, a w razie dużego zapotrzebowania na moc przechodzi do cyklu Otto.
Lexus NX 300h napędzany jest jednostką hybrydową o łącznej mocy 197 KM, w skład której wchodzi silnik benzynowy wolnossący o pojemności 2,5 litra o mocy 155 KM i 210 Nm oraz dwa silniki elektryczne: silnik elektryczny o mocy 143 KM i 270 N z przodu i silnik elektryczny o mocy 68 KM z tyłu pojazdu. Napęd na cztery koła w wersji hybrydowej realizowany jest przez system E-Four z dodatkowym silnikiem elektrycznym dla kół tylnej osi.

### Wyposażenie[13]
Wersje wyposażeniowe oferowane na polskim rynku:
- Elite,
- Elegance,
- Comfort,
- F Sport – m.in. 18-calowe alufelgi, podwójna końcówka układu wydechowego, wyprofilowane fotele,
- Prestige,
- Omotenashi (tylko w 2020 roku),
- F Impression (od 2019 roku),
- Business Edition.

Standardowe wyposażenie pojazdu w wersji Elite obejmuje m.in. 17-calowe alufelgi, bezprzewodową ładowarkę do telefonu, gładzik ułatwiający sterowanie multimediami, akcelerometr, wyświetlacz HUD, monitor martwego pola, system ostrzegania o ruchu poprzecznym z tyłu samochodu, układ przygotowujący do potencjalnej kolizji, aktywne zawieszenie z kilkoma trybami pracy oraz aktywny tempomat z funkcją zatrzymywania się i ruszania podczas jazdy w korku. Opcjonalnie pojazd wyposażyć można m.in. w pełni LEDowe reflektory, gładzik ułatwiający sterowanie multimediami i wyświetlacz head-up oraz napęd na obie osie.

#### Pakiet Lexus Premium Navigation
Wprowadzony w roku modelowym 2018 roku (po liftingu) pakiet zawierał: system audio Pioneer: radio AM/FM, odtwarzacz CD, 10 głośników, tuner DAB, system nawigacji GPS Lexus Premium Navigation z Lexus Connected Services. Pakiet był częścią wersji wyposażeniowych: F Sport, Prestige i Omotenashi.
Posiadacze samochodów z tym systemem multimedialnym wyprodukowanych od września 2017 do września 2019 r. mieli możliwość aktualizacji oprogramowania do obsługi Apple CarPlay i Android Auto. Aktualizacja została udostępniona w czerwcu 2020 roku.

#### Pakiet Lexus Safety System+
Wprowadzony w roku modelowym 2018 pakiet LSS+ zawierał: aktywny tempomat (ACC), system automatycznych świateł drogowych (AHB), system ochrony przedzderzeniowej (PCS) z wykrywaniem pieszych, asystent utrzymywania pasa ruchu (LDA), system ostrzegający o zmęczeniu kierowcy (SWAY), rozpoznawanie znaków drogowych (RSA). Pakiet był częścią wersji wyposażeniowych: F Sport i Prestige.

#### Pakiet Lexus Safety System+ 2.0
Wprowadzony w roku modelowym 2020 pakiet LSS+ 2.0 zawierał: aktywny tempomat (ACC), system automatycznych świateł drogowych (AHB), system ochrony przedzderzeniowej (PCS) z wykrywaniem pieszych, asystent utrzymywania pasa ruchu (LTA), system ostrzegający o zmęczeniu kierowcy (SWAY), rozpoznawanie znaków drogowych (RSA) oraz elektrycznie sterowaną kolumnę kierownicy. Pakiet był częścią wersji wyposażeniowych: F Impression, F Sport, F Sport Edition i Omotenashi.

#### Pakiet Black
W roku modelowym 2019 Lexus wprowadził do oferty pakiet Black dla Lexusa NX. Auto w takiej specyfikacji charakteryzuje się czarnym wykończeniem wnętrza i niektórych elementów nadwozia, m.in. atrapy chłodnicy, bocznych lusterek i listw. Samochód otrzymał również 18-calowe koła z lekkich stopów.

#### Pakiet Techno
Czujniki parkowania z funkcją samoczynnego hamowania (ICS), kolorowy projektor wyświetlający dane na przedniej szybie samochodu (HUD).

## Druga generacja

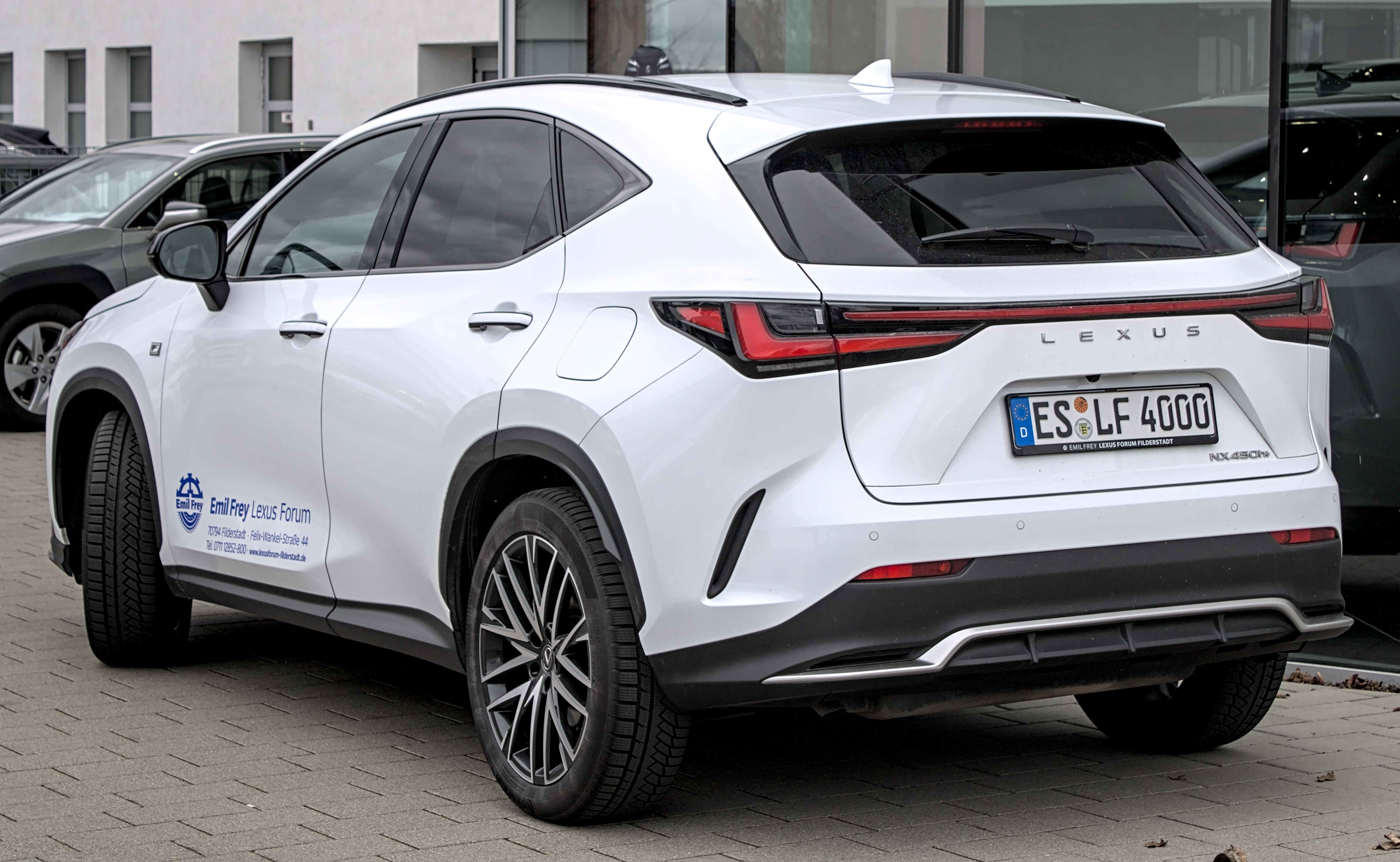
Lexus NX 450h+ II – tył

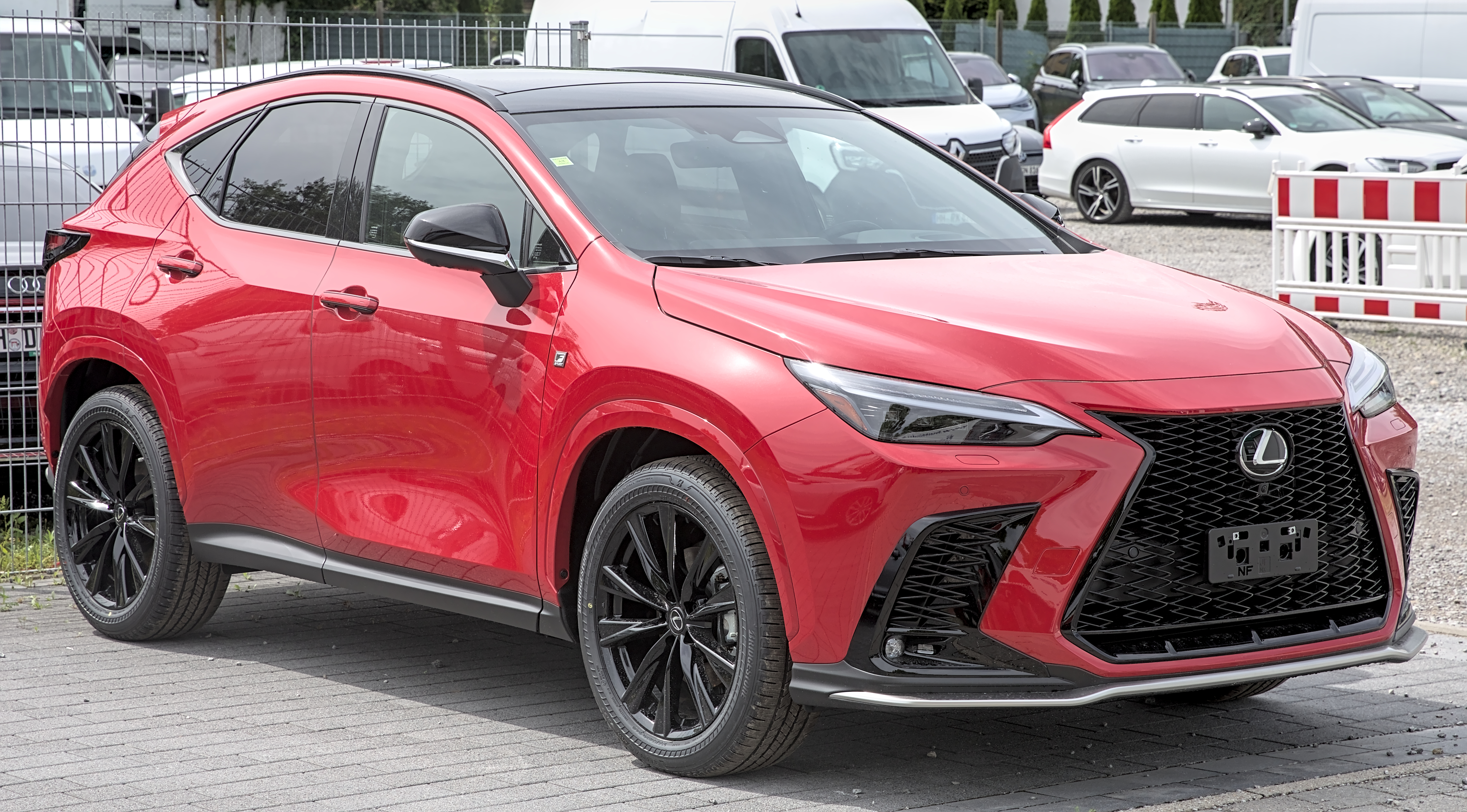
Lexus NX II F Sport

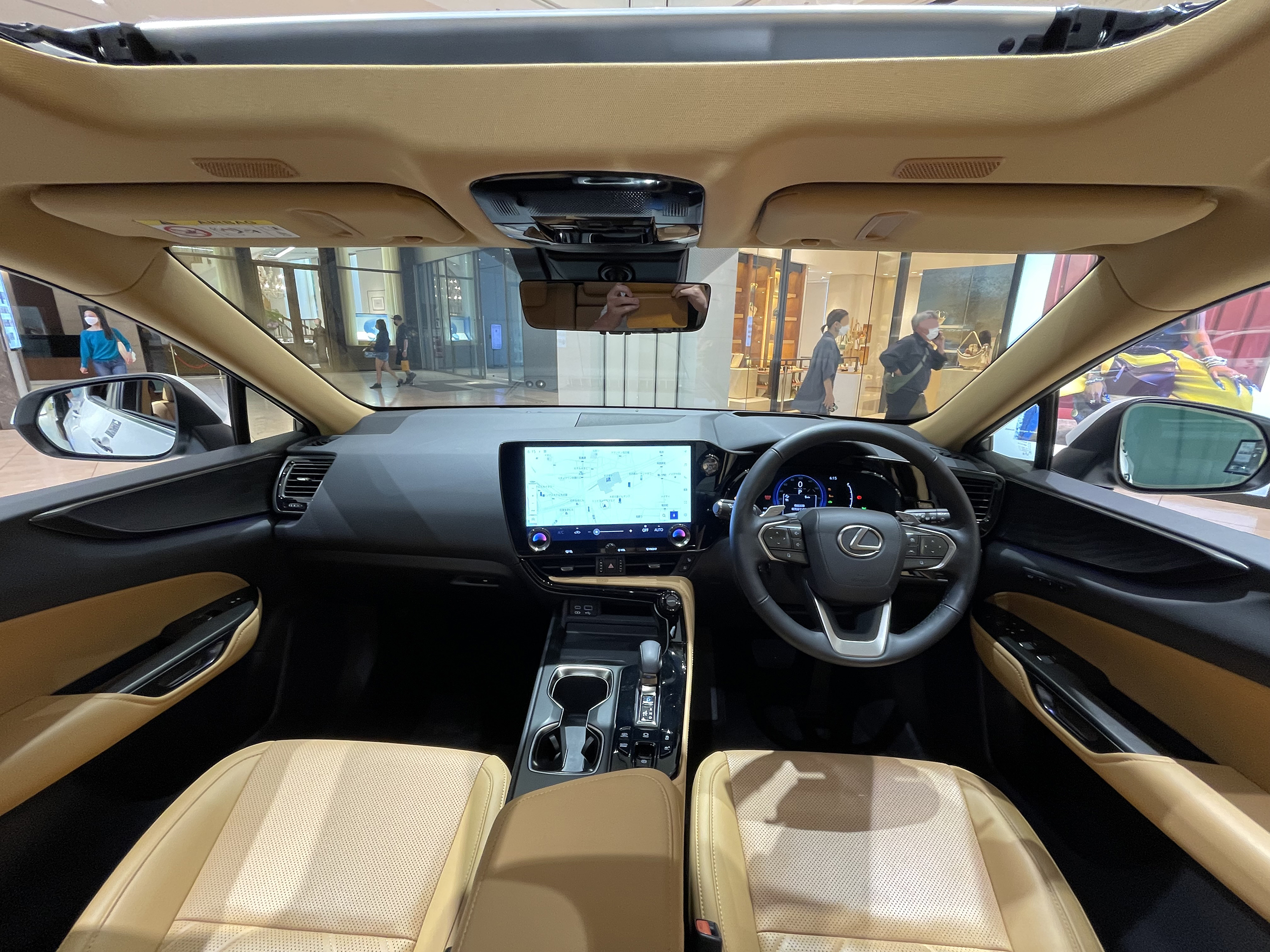
Wnętrze Lexusa NX II 450h+ (egzemplarz z rynku japońskiego)

Lexus zaprezentował drugą generację modelu NX w czerwcu 2021 roku. Pokazy przedpremierowe nowego Lexusa NX odbyły się we wszystkich 13 salonach Lexusa w Polsce w sierpniu 2021. Przedsprzedaż SUV-a ruszyła 30 lipca. Dostawy do klientów rozpoczęły się pod koniec stycznia 2022 roku. W Polsce, w pierwszych trzech miesiącach przedsprzedaży auto zostało zamówione przez ponad 2 500 klientów, nawet bez możliwości odbycia jazdy próbnej.
Samochód zachował zbliżone wymiary (jego długość i szerokość wzrosły o 20 mm, a wysokość o 5 mm), lecz pod wieloma względami istotnie różni się od poprzednika. Auto zostało oparte na nowej platformie TNGA-K, którą cechuje o 20 mm niżej położony środek ciężkości i zwiększony rozstaw kół przednich i tylnych. Ta sama platforma jest zastosowana w Toyota Camry (XV70), Toyota RAV4 (XA50), Toyota Sienna (XL40) i Lexus ES (XZ10). W samochodzie zastosowano 95% nowych części (w porównaniu z poprzednią odsłoną modelu). NX 2. generacji jest pierwszym modelem Lexusa z wnętrzem zaprojektowanym zgodnie z nową koncepcją Tazuna. Jednocześnie w samochodzie zadebiutował zupełnie nowy system multimedialny.

### Silniki
NX 350, który nie jest oferowany na terenie Unii Europejskiej, wyposażony jest w nowy czterocylindrowy silnik z turbodoładowaniem o pojemności 2,4 litra i mocy 278 KM. Nowy silnik jest produkowany w zakładzie Kamigo (Toyota City, prefektura Aichi) z wydajnością 10 000 sztuk miesięcznie od lata 2021, a od początku 2022 roku w zakładzie w Zachodniej Wirginii w Stanach Zjednoczonych.
NX 450h+ to pierwszy model w historii marki z napędem hybrydowym plug-in. Łączna moc układu to 306 KM, a deklarowany zasięg w trybie elektrycznym wynosi 63 km. W tym wariancie samochód przyspiesza od 0 do 100 km/h w 6,3 sekundy.
Wersja NX 350h z samoładującym elektrycznym napędem hybrydowym czwartej generacji rozwija 242 KM, czyli aż o 22% więcej mocy niż Lexus NX 300h poprzedniej generacji i rozpędza się do 100 km/h w 7,7 sekundy. Lexus NX 350h spala też o 10% mniej paliwa w porównaniu do poprzedniej wersji.

### Wyposażenie
Na polskim rynku w podstawym wyposażeniu znalazły się m.in. system multimedialny z 9,8-calowym ekranem i nawigacją w chmurze, kamera cofania oraz 18-calowe obręcze kół.
Samochód jest wyposażony w najnowszej generacji pakiet systemów bezpieczeństwa Lexus Safety Sense+ 3, obejmujący m.in.: asystent utrzymywania pasa ruchu (LKA) z korektą toru jazdy, system ochrony przedzderzeniowej (PCS) z wykrywaniem pieszych, rowerzystów i motocyklistów, adaptacyjny tempomat (ACC), rozpoznawanie znaków drogowych (RSA). Pakiet LSS+ 3.0 jest oferowany w standardzie we wszystkich wersjach wyposażenia w całej Europie. Lexus NX został również wyposażony w innowacyjny system Safe Exit Assist, który uniemożliwia otwarcie drzwi, kiedy z tyłu nadjeżdża inny pojazd. Układ działa w oparciu elektronicznej klamki oraz systemu monitorowania martwego pola. Lexus jest pierwszą marką, która zastosowała takie rozwiązanie w samochodzie osobowym.
Wersje wyposażeniowe:
- Elegance,
- Business,
- Prestige,
- F Sport,
- Omotenashi.

Dodatkowe pakiety wyposażenia: Comfort, Free, Techno, Design, Tazuna, Premium, Teammate, Luxury 350h, Luxury 450h+, Fuji.
Samochód otrzymał najwyższą, 5-gwiazdkową notę w testach bezpieczeństwa Euro NCAP. Na 83% oceniono ochronę dorosłych pasażerów, 87% ochronę dzieci, 83% bezpieczeństwo innych użytkowników dróg, a na 91% systemy bezpieczeństwa.

### Nagrody
- W 2022 roku brytyjski magazyn What Car? przyznał modelowi NX w wersji 450h+ tytuł Plug-in Hybrid of the Year.
- Samochód zwyciężył w plebiscycie What Car? Electric Car Awards 2022 w kategorii dużych hybrydowych SUV-ów[24].
- Model został wybrany zwycięzca w kategorii Luxury SUV w zestawieniu Best Cars of the Year: 10 Top Picks of 2023 stworzonym przez Consumer Reports[25].

## Sprzedaż
Lexus NX jest jednym z najlepiej sprzedających się pojazdów produkowanych pod marką Lexusa. Do sierpnia 2020 roku na całym świecie sprzedano 853 035 egzemplarzy modelu NX.
| Rok  | Sprzedaż w Polsce |
| ---- | ----------------- |
| 2014 | 555               |
| 2015 | 1424              |
| 2016 | 1524              |
| 2017 | 1978              |
| 2018 | 1844              |
| 2019 | 1546              |
| 2020 | 1377              |
| 2021 | 2187              |
| 2022 | 2038              |
| 2023 | 3980              |